# Monteagudo de las Salinas
Monteagudo de las Salinas – gmina w Hiszpanii, w prowincji Cuenca, w Kastylii-La Mancha, o powierzchni 132,28 km². W 2011 roku gmina liczyła 155 mieszkańców.